# Caio Fúrio Sabino Áquila Timesiteu
Caio Fúrio Sabino Áquila Timesiteu (em latim: Gaius Furius Sabinius Aquila Timesitheus; c. 190 - 243) foi um prefeito pretoriano romano que viveu no século III e foi o mais importante conselheiro do imperador Gordiano III (r. 238–244). Muito pouco se sabe sobre suas origens além do fato de ele ser da ordem equestre.

## História
Timesiteu começou sua carreira durante a dinastia severa, no reinado de Heliogábalo, durante o qual ele teve uma série de cargos provinciais. Ele serviu na Hispânia como promagistrado. Entre 218 e 222, o imperador o promoveu e nomeou-o procurador (procurator) da Arábia e, partir de 220, ele se tornou também o prefeito das coortes. Além disso, ele também foi procurador em diversas regiões pela Síria, Palestina, Ponto, Bitínia, Paflagônia, Ásia, Germânia Inferior, Gália Bélgica, Gália Aquitânia e Gália Lugdunense.
Em 241, o imperador romano Gordiano III estava procurando alguém para servir como prefeito pretoriano, o comandante da guarda pretoriana. Ele escolheu Timesiteu, que, por sua longa experiência, conseguiu ajudar Gordiano e a mãe dele, Antônia Gordiana, na administração do império. Em maio de 241, Timesiteu conseguiu casar sua filha Tranquilina com Gordiano e ela se tornou assim a imperatriz romana num casamento que, embora tenha sido breve, foi feliz.
Timesiteu era fiel ao imperador e ordenou que as fronteiras do império na África fossem reforçadas. Ele também começou a organizar a guerra na Pérsia, cujo xá, Sapor I (r. 240–270), havia invadido a Mesopotâmia e capturado Nísibis e Carras. Em 243, Timesiteu derrotou os persas nas Batalhas de Misiche e Resena, expulsando-os do território romano e reconquistando as duas cidades perdidas. Quando ele planejava a continuidade da campanha, Timesiteu caiu enfermo e morreu. Gordiano substituiu-o por Filipe, o Árabe (r. 244–249).